# アンリ・モンタン・ベルトン
アンリ・モンタン・ベルトン（Henri Montan Berton, 1767年9月17日 - 1844年4月22日）は、フランスのヴァイオリニスト、作曲家、教師。

## 生涯
アンリはピエール・モンタン・ベルトンの息子として、パリに生まれた。音楽教育を施された彼の成長は目覚しく、1782年には15歳でヴァイオリニストとしてパリでオペラの舞台に登場している。ベルトンはまずジャン＝バプティスト・レイに、次にアントニオ・サッキーニに教えを受けた。特にサッキーニの影響により、ベルトンはオペラの分野に傾倒していく。
こうしてベルトンはオペラ作曲家として記憶されることになった。彼の作品の多くはオペラ＝コミック座で初演されている。フランス革命で吹き荒れた反聖職権主義の波に乗り、彼は1790年8月23日、「Les rigueurs du cloître」で最初の本当の成功を収めた。「この作品では若い尼僧が堕落したシスターの手で墓に葬られそうになるところを助けられる。」この作品が最初の救済のオペラであるとされる。その後、より注目を集めた「Montano et Stéphanie」（1799年4月15日）、「Le délire」（1799年12月7日）、「La Romance」（1804年1月26日）などを発表する。彼が初期に最も成功したのは「Aline, reine de Golconde」（1803年9月3日）であり、この作品は国内外で上演された。後年、彼は悲劇にも取り組み、1823年6月11日にサル・ル・ペルティエを本拠地としていたパリ・オペラ座で初演された「Virginie」は、合計で39回上演された。彼が最も成功したのは「Les deux mousqetaires」であり、1824年12月22日にフェドー劇場のオペラ＝コミック座で初演されたこの作品は毎年公演を重ね、合計では117回の上演を果たした。
ベルトンは1807年から1810年までオデオン座の音楽監督、1810年から1815年まではオペラ座で合唱指導者を務めた。彼は1817年10月18日のエティエンヌ＝ニコラ・メユールの死後、その跡を継いで1818年1月1日からパリ音楽院のメユールの作曲の講座を受け持った。その後、1844年に没するまでその職にとどまった。
この家系の流れを汲み、彼の息子のアンリ・フランソワ・ベントン（Henri François Berton 1784年5月3日パリ-1832年7月19日パリ）も作曲家となり、その作品のいくつかはオペラ＝コミック座で上演された。